# 小濑户俊昭
小濑户俊昭（1941年5月2日—）是一名日本前排球运动员。他在1964年夏季奥林匹克运动会中，参加了男子排球比赛并获得铜牌。他在这届奥运会共参加3场比赛。
小濑户俊昭出生于日本广岛县。